# Curvastrum pantanale
Curvastrum, monotipski rod slatkovodnih zelenih algi iz porodice Selenastraceae. Opisan je tek 2016 godine otkrićem vrste C. pantanale u brazilskom pantanalu, po čemu je vrsta i dobila ime.